# Micromonospora
Micromonospora su rod bakterija iz famije Micromonosporaceae. One su gram pozitivne, generalno aerobne bakterije, koje formiraju spore i razgranati micelijum. One se javljaju kao saprotrofne forme u zemljištu i vodi. Više različitih vrsta su izvori aminoglikozidnih antibiotika.

## Literatura
- Kroppenstedt RM, Mayilraj S, Wink JM (2005). „Eight new species of the genus Micromonospora, Micromonospora citrea sp. nov., Micromonospora echinaurantiaca sp. nov., Micromonospora echinofusca sp. nov. Micromonospora fulviviridis sp. nov., Micromonospora inyonensis sp. nov., Micromonospora peucetia sp. nov., Micromonospora sagamiensis sp. nov., and Micromonospora viridifaciens sp. nov”. Syst Appl Microbiol. 28 (4): 328—39. PMID 15997706. doi:10.1016/j.syapm.2004.12.011.
- Christine CC, Sanders E (1973). „Sisomicin: Evaluation In Vitro and Comparison with Gentamicin and Tobramycin”. Antimicrob. Agents Chemother. 3 (1): 24—8. PMC 444355 . PMID 4790572. Архивирано из оригинала 27. 09. 2011. г. Приступљено 17. 11. 2013.